# 169-я улица (линия Куинс-бульвара, Ай-эн-ди)
|   |     |     |     |     |   |
| · | · л | · э | · э | · л | · |

|   |     |     |     |     |   |
| · | · л | · э | · э | · л | · |

«169-я улица» (англ. 169th Street) — станция Нью-Йоркского метрополитена, расположенная на линии Куинс-бульвара, Ай-эн-ди. Станция находится в Куинсе, в округе Джамейка, на пересечении Бульвара Парсонс с Хилсайд авеню. На станции останавливаются маршруты F (круглосуточно) и <F> (в часы пик в пиковом направлении). Станцию проходит без остановки маршрут E (часть рейсов в часы пик в пиковом направлении). Рядом со станцией находится автовокзал 165-я улица.
Станция открыта 24 апреля 1937 года в составе второй очереди линии Куинс-бульвара, Ай-эн-ди. Она расположена на четырёхпутном участке линии и представлена двумя боковыми платформами, обслуживающими только внешние, локальные пути. Стены на станции отделаны в оранжевых тонах, колонны покрашены в зелёный. Название станции представлено как в виде мозаик на стенах, так и в виде стандартных чёрных табличек на колоннах.
Над платформами во всю их длину расположен мезонин, на который с платформ ведёт большое количество лестниц. В этом мезонине расположены турникетные залы. Оттуда на улицу ведёт два выхода — первый приводит к перекрестку 169-й улицы с Хилсайд авеню, второй — к 168-й улице. Круглосуточно открыт только первый выход, расположенный с восточного конца платформ, второй открыт только в определённые промежутки времени. До 1990-х годов второй выход был основным и работал круглосуточно, тогда как первый был открыт для входа не всегда.
До открытия в 1988 году линии Арчер-авеню, Ай-эн-ди на станции останавливались поезда E, а F работал экспрессом (кроме ночи). В те времена эта станция была наиболее загруженной из-за многочисленных проходящих рядом автобусных маршрутов и непосредственной близости автовокзала 165-я улица. Станция не справлялась с пассажиропотоком, особенно в часы пик. До 1950 года станция была конечной на линии Куинс-бульвара, Ай-эн-ди. В 1950 линия была продлена до станции Джамейка — 179-я улица.